# Burford (motorfiets)
Burford is een Brits historisch merk van motorfietsen.
De bedrijfsnaam was: Consolidated Alliance Ltd., London.
Burford begon in 1914 met de productie van motorfietsen met een 269cc-Villiers-tweetaktmotor of een 496cc-zijklepmotor van onbekende herkomst. De machines hadden directe riemaandrijving vanaf de krukas, maar met een Armstrong naafversnelling met drie versnellingen. Er was een Brampton-voorvork gemonteerd en de machines hadden gebogen voetplanken waardoor ze ook als beenschilden dienstdeden.
Het moment was echter slecht gekozen: toen de Eerste Wereldoorlog uitbrak bepaalde het Britse War Office wie er voor militaire doeleinden nog motorfietsen mocht produceren, verder werd de productie vanwege materiaaltekorten verboden. Daarom moest Burford in 1915 de productie beëindigen en na de oorlog werd ze niet meer opgestart.